# Ковалевская, Юлия Сергеевна
Ю́лия Серге́евна Ковале́вская (укр. Юлія Сергіївна Ковалевська; род. 8 октября 1977, Потсдам, ГДР) — украинский политический и государственный деятель. Народный депутат Украины V и VI созывов.

## Биография
Родилась 8 октября 1977 года в Потсдаме (Германия) в семье военнослужащего. 

## Образование
- С 1994 по 1999 — училась и с отличием окончила Донецкий институт социального образования, специальность — «психология», квалификация — «психолог».

- С 1999 по 2005 — училась в аспирантуре Донецкого государственного университета управления, специальность — «социальная философия и философия истории».

- С 2006 по 2007 — училась в магистратуре Донецкого государственного университета управления (факультет последипломного образования, специальность — «государственная служба»).

- С 2007 по 2009 — училась и окончила Донецкий государственный университет управления, специальность «Интеллектуальная собственность», квалификация — «специалист по интеллектуальной собственности».

- 2010 — получила научную степень кандидата наук по государственному управлению.

## Политическая деятельность
- С мая 2006 по ноябрь 2007 — народный депутат Украины V созыва.

- С апреля 2010 по декабрь 2012 — народный депутат Украины VI созыва.

- С 2013 по июнь 2014 — первый заместитель председателя Национального агентства Украины по вопросам государственной службы Архивная копия от 15 сентября 2013 на Wayback Machine.

- С ноября 2013 исполняла обязанности Руководителя Национального агентства Украины по вопросам государственной службы Архивная копия от 4 декабря 2014 на Wayback Machine. С июня 2014 — в отставке.
- С  октября 2015 года -  депутат Запорожского областного совета  VII созыва; заместитель председателя комиссии по вопросам здравоохранения, материнства и детства.

## Общественная деятельность
- С 2014 года - заместитель Председателя Наблюдательного Совета Благотворительного фонда "Православное наследие Украины на Святой Горе Афон"

- С 2014 года —  Председатель Правления  общественной организации «МЕЖДУНАРОДНАЯ  ОРГАНИЗАЦИЯ  «ТРИУМВИРАТ».

## Награды
- Награждена орденом «За заслуги» III степени; «Знаком Почета» Министерства обороны Украины; орденом «Почаевской иконы Пресвятой Богородицы»; орденом Украинской Православной Церкви "Орден Преподобной Анастасии Киевской Архивная копия от 11 августа 2015 на Wayback Machine".

## Семья
- Муж — Ковалевский Артем Валерьевич (р. 10 августа 1977 года) — руководитель направления ООО «Престиж» (г. Харьков). Юлия Ковалевская с мужем воспитывают двух детей - Сергея Ковалевского и Валерию Ковалевскую.